# Chemin de Lapparou
Le chemin de Lapparou est une voie de Toulouse, chef-lieu de la région Occitanie, dans le Midi de la France.

## Situation et accès

### Description
Le chemin de Lapparou est une voie publique. Il se trouve dans le quartier de Lalande. Il forme une partie de l'ancien chemin vicinal no 55, dit « de la Cadène ». Il reliait la route de Paris (actuelle avenue des États-Unis) et la route de Launaguet (actuels rue et impasse de la Cadène, impasse des Horticulteurs, chemin de Lapparou et chemin de Turlu).
La chaussée compte une seule voie de circulation automobile à double-sens. Elle appartient à une zone de rencontre et la vitesse y est limitée à 20 km/h. Il n'existe pas d'aménagement cyclable.

### Voies rencontrées
Le chemin de Lapparou rencontre les voies suivantes, dans l'ordre des numéros croissants (« g » indique que la rue se situe à gauche, « d » à droite) :
1. Avenue de Fronton
2. Rue André-Haon - accès piéton (d)
3. Chemin de Croix-Bénite

### Transports
Le chemin de Lapparou n'est pas directement desservi par les transports en commun Tisséo. En revanche, l'avenue de Fronton est parcourue par les lignes de Linéo L10 et de bus 2969169.
La station de vélos en libre-service VélôToulouse la plus proche est la station no 316 (rond-point Maurice-Espitalier).

## Odonymie
L'origine du nom du chemin de Lapparou n'est pas connue. Probablement lui vient-il d'une famille qui y possédait des terrains, à moins qu'il s'agisse de la présence de bardane (laparon ou laparassa en occitan). Au XIXe siècle, elle aurait été le chemin du Carabin. Efin, jusqu'en 1920, on lui trouvait aussi le nom de rue Bécarre.

## Patrimoine et lieux d'intérêt
- no  2 : ferme (deuxième moitié du XIXe siècle).
- no  47 : ferme (deuxième moitié du XIXe siècle)[5].